# Tetreuaresta phthonera
Tetreuaresta phthonera är en tvåvingeart som först beskrevs av Friedrich Georg Hendel 1914.  Tetreuaresta phthonera ingår i släktet Tetreuaresta och familjen borrflugor.
Artens utbredningsområde är Peru. Inga underarter finns listade i Catalogue of Life.